# Grown-ish
Grown-ish (stilizzato grown·ish) è una sitcom statunitense creata da Kenya Barris e Larry Wilmore, prodotta per sei stagioni, dal 2018 al 2024, e trasmessa sul canale Freeform.
È uno spin-off di Black-ish, che ha debuttato negli Stati Uniti su Freeform dal 3 gennaio 2018.
In Italia le prime due stagioni sono state pubblicate su Prime Video dal 15 dicembre 2019; la terza stagione è stata trasmessa in prima visione assoluta su Italia 1 dal 24 luglio 2021, mentre dalla quarta alla sesta sono state distribuite su Disney+ dal 20 aprile 2022.

## Trama
La serie segue la figlia maggiore dei Johnson, Zoey, mentre si avvia al college e inizia il suo viaggio verso l'età adulta, scoprendo rapidamente che non tutto va per la sua strada.

## Episodi
| Stagione         | Episodi | Episodi | Prima TV USA | Pubblicazione Italia |
| ---------------- | ------- | ------- | ------------ | -------------------- |
| Prima stagione   | 13      | 13      | 2018         | 2019                 |
| Seconda stagione | 21      | 11      | 2019         | 2020                 |
| Seconda stagione | 21      | 10      | 2019         | 2020                 |
| Terza stagione   | 17      | 8       | 2020         | 2021                 |
| Terza stagione   | 17      | 9       | 2021         | 2021                 |
| Quarta stagione  | 18      | 9       | 2021         | 2022                 |
| Quarta stagione  | 18      | 9       | 2022         | 2022                 |
| Quinta stagione  | 18      | 9       | 2022         | 2022                 |
| Quinta stagione  | 18      | 9       | 2023         | 2023                 |
| Sesta stagione   | 18      | 9       | 2023         | inedita              |
| Sesta stagione   | 18      | 9       | 2024         | inedita              |

## Personaggi e interpreti

### Personaggi principali
- Zoey Johnson, interpretata da Yara Shahidi, doppiata da Sara Labidi.
- Charlie Telphy, interpretato da Deon Cole, doppiato da Franco Mannella.
- Aaron, interpretato da Trevor Jackson, doppiato da Emanuele Ruzza.
- Nomi Segal, interpretata da Emily Arlook, doppiata da Lucrezia Marricchi.
- Ana Torres, interpretata da Francia Raisa, doppiata da Emanuela Ionica.
- Vivek Shah, interpretato da Jordan Buhat, doppiato da Mattia Nissolino.
- Dean Burt Parker, interpretato da Chris Parnell.
- Jazz Forster, interpretata da Chloe Bailey, doppiata da Giulia Franceschetti.
- Sky Forster, interpretata da Halle Bailey, doppiata da Margherita de Risi.
- Luca Hall, interpretato da Luka Sabbat, doppiato da Alex Polidori.
- Douglas Frederick “Doug” Edwards, interpretato da Diggy Simmons, doppiato da Stefano Sperduti.
- Jillian, interpretata da Ryan Destiny.

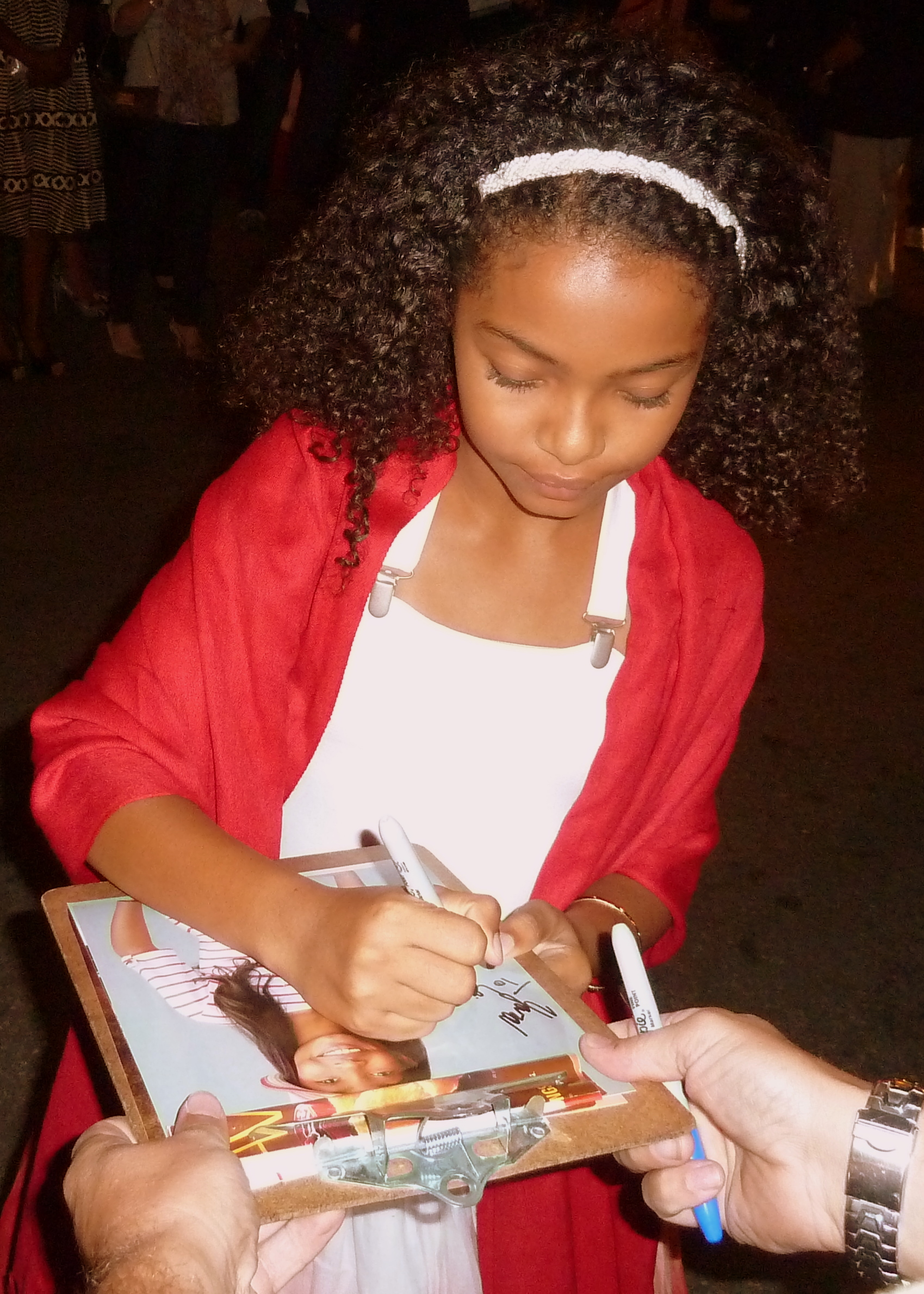
Yara Shahidi
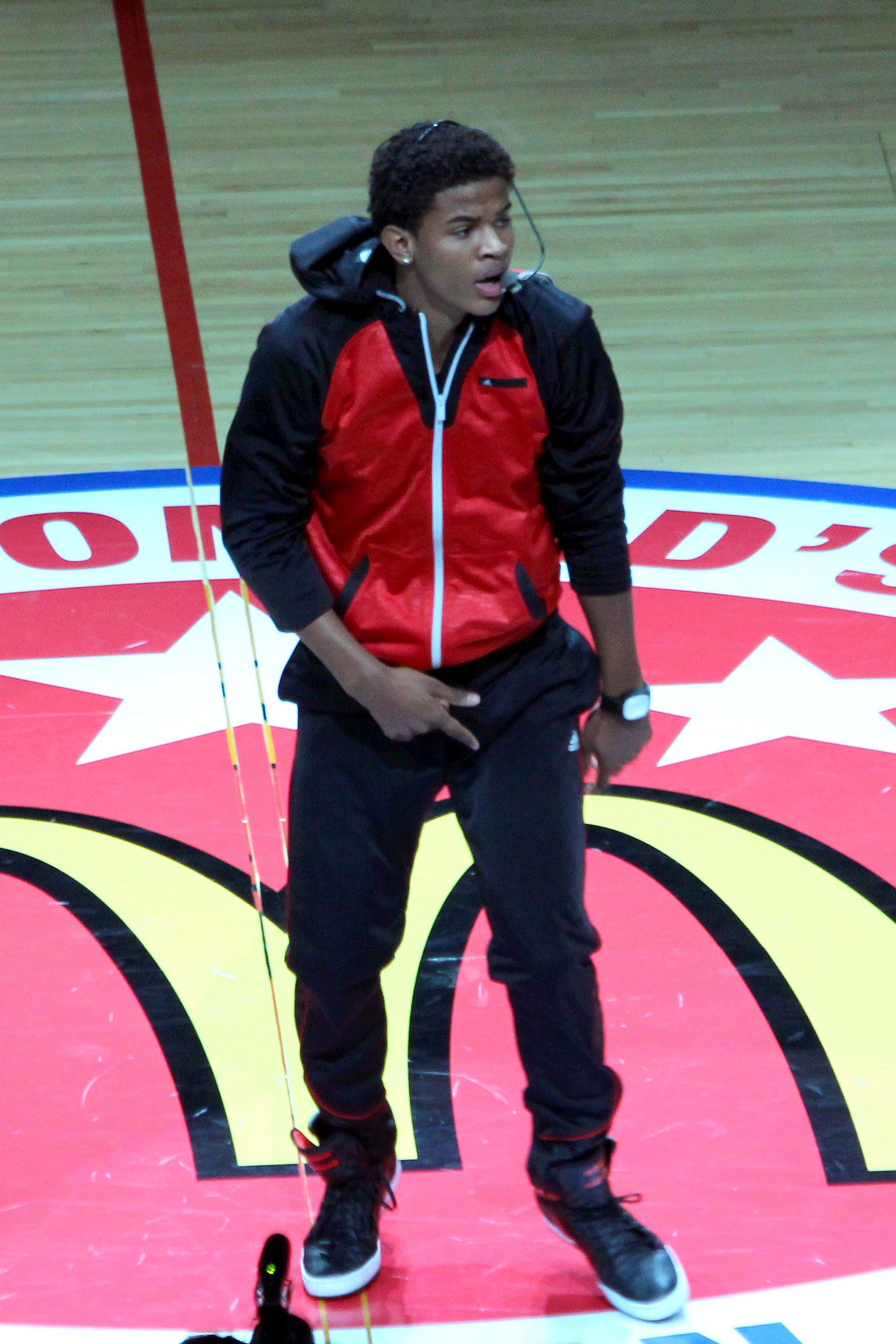
Trevor Jackson
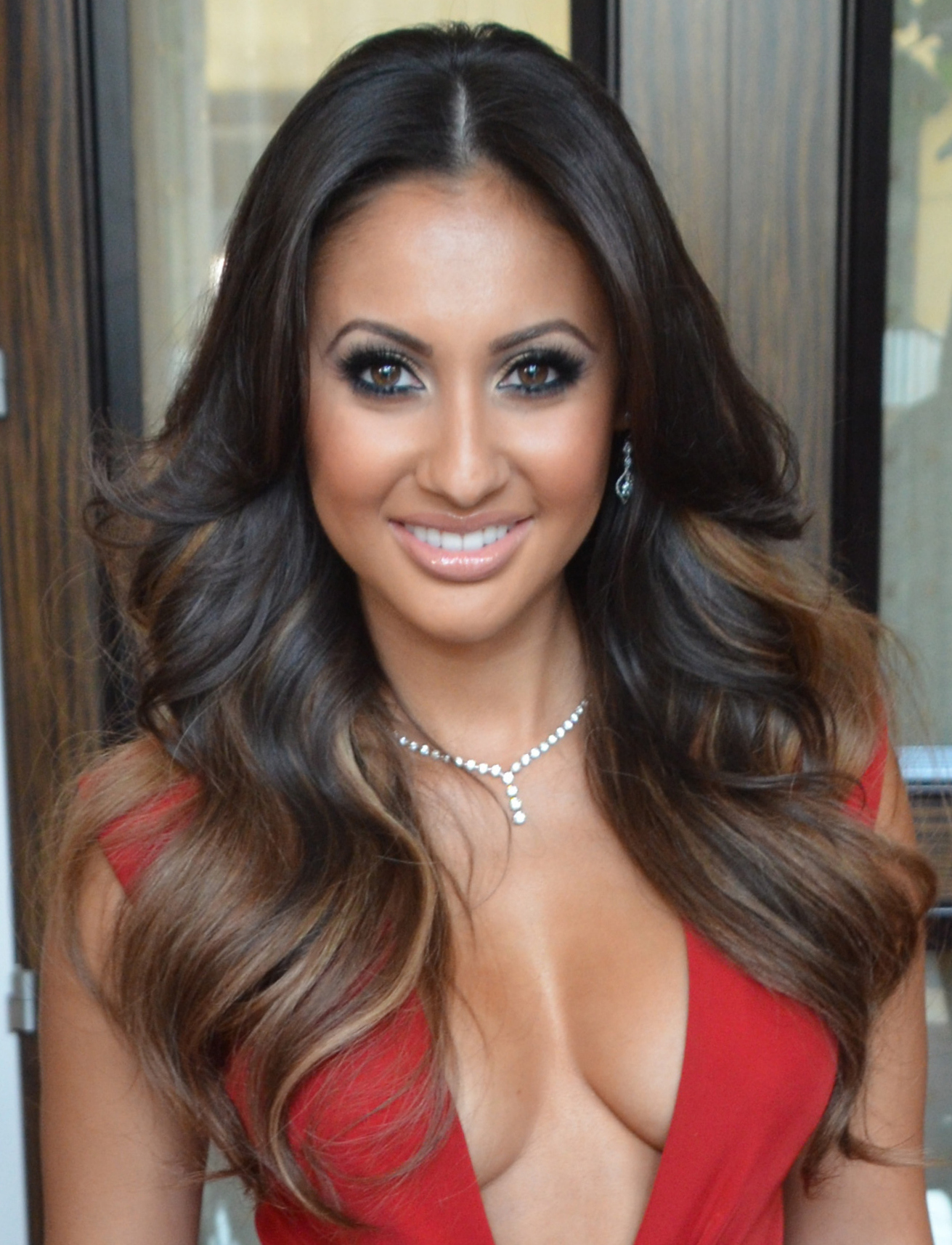
Francia Raisa
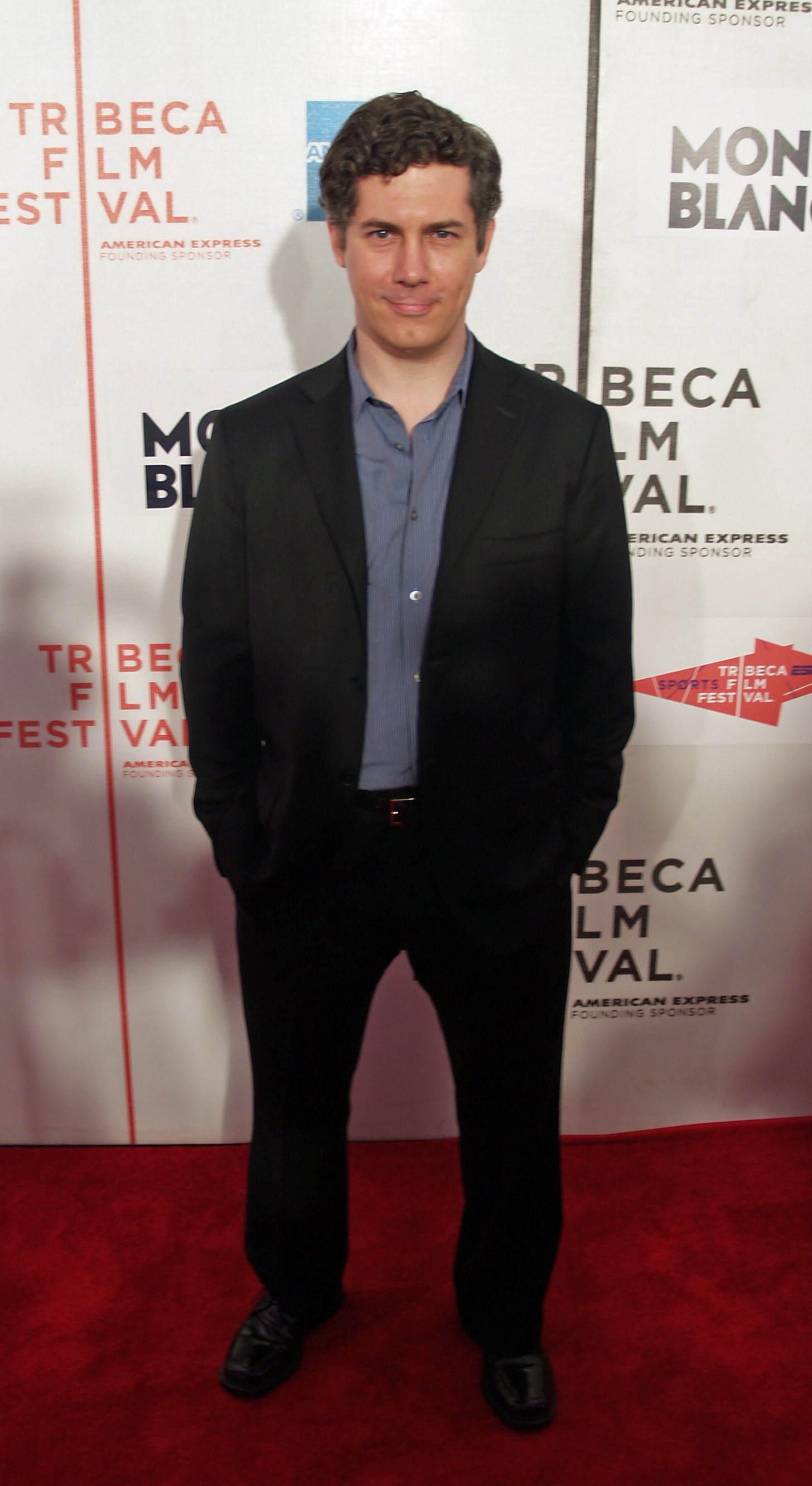
Chris Parnell

### Personaggi ricorrenti
- Cash Mooney, interpretato da Da'Vinchi, doppiato da Luca Baldini.
- Professor Paige Hewson, interpretata da Katherine Moennig, doppiata da Sara Ferranti.
- Andre "Junior" Johnson, interpretato da Marcus Scribner, doppiato da Leonardo Della Bianca.
- Rodney, interpretato da Andrew Liner, doppiato da Riccardo Suarez.

### Personaggi secondari
- Sean Farnham, interpretato da Sean Farnham, doppiato da Oreste Baldini.
- Emily, interpretata da Gabrielle Haugh, doppiata da Elena Perino.
- Cheeto, interpretato da Mcabe Gregg, doppiato da Stefano Sperduti.
- Elaine Welteroth, interpretata da Elaine Welteroth, doppiata da Cristina Poccardi.
- Madre di Nomi, interpretata da Cate Cohen, doppiata da Cristina Esposito.
- Joe, interpretato da Robert Werner, doppiato da Filippo Carrozzo.
- Rod, interpretato da Fernando Marrero, doppiato da Luca Ghillino.
- Corey, interpretato da Camron Jones, doppiato da Filippo Carrozzo.
- Connor, interpretato da Nelson Franklin, doppiato da Luca Baldini.

### Guest star
- Andre "Dre" Johnson Sr., interpretato da Anthony Anderson, doppiato da Fabrizio Vidale.
- Rainbow "Bow" Johnson, interpretata da Tracee Ellis Ross, doppiata da Tiziana Avarista.
- Earl "Pops" Johnson interpretato da Laurence Fishburne, doppiato da Massimo Corvo.
- Rafael, interpretato da D.C. Young Fly, doppiato da Filippo Carrozzo.

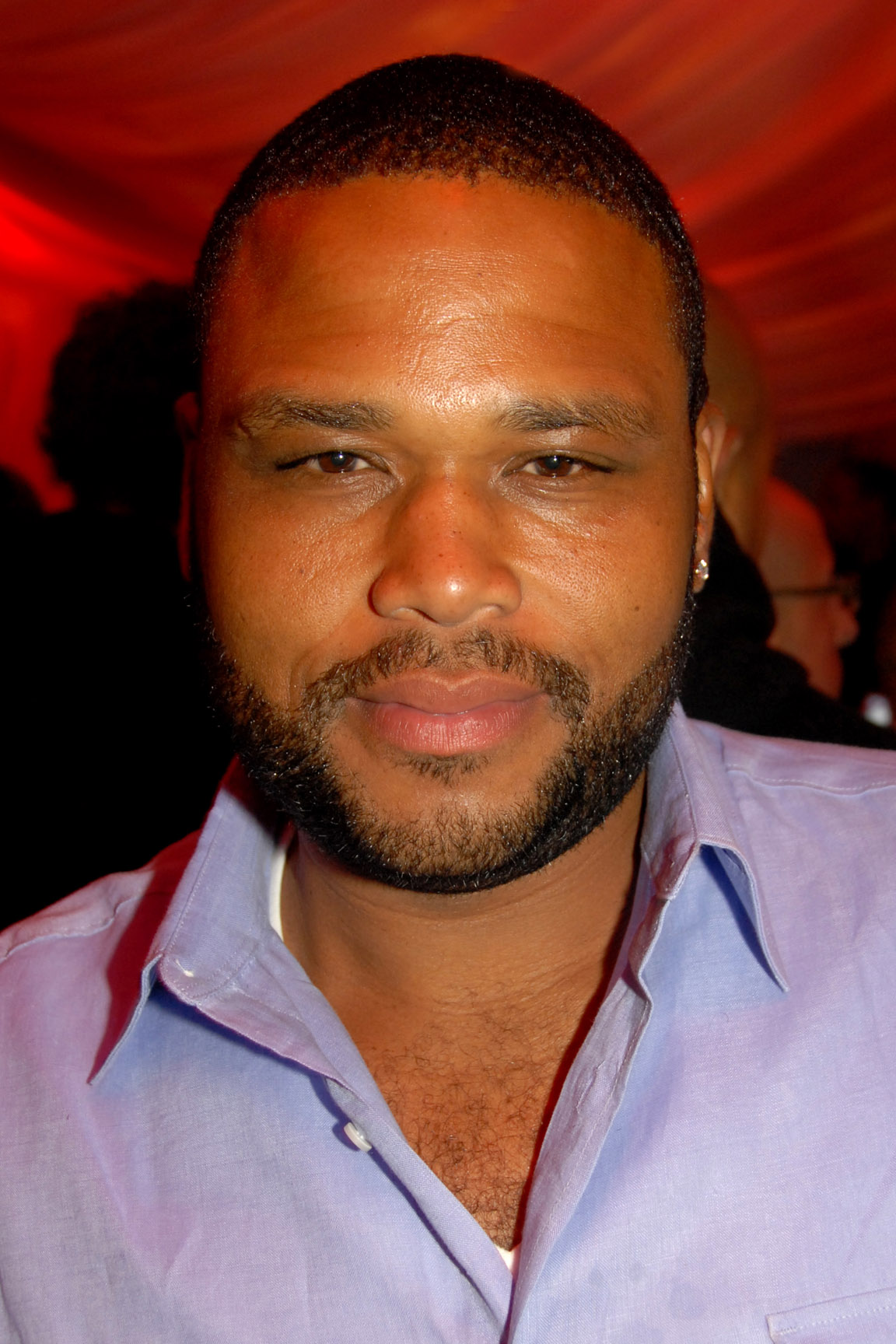
Anthony Anderson
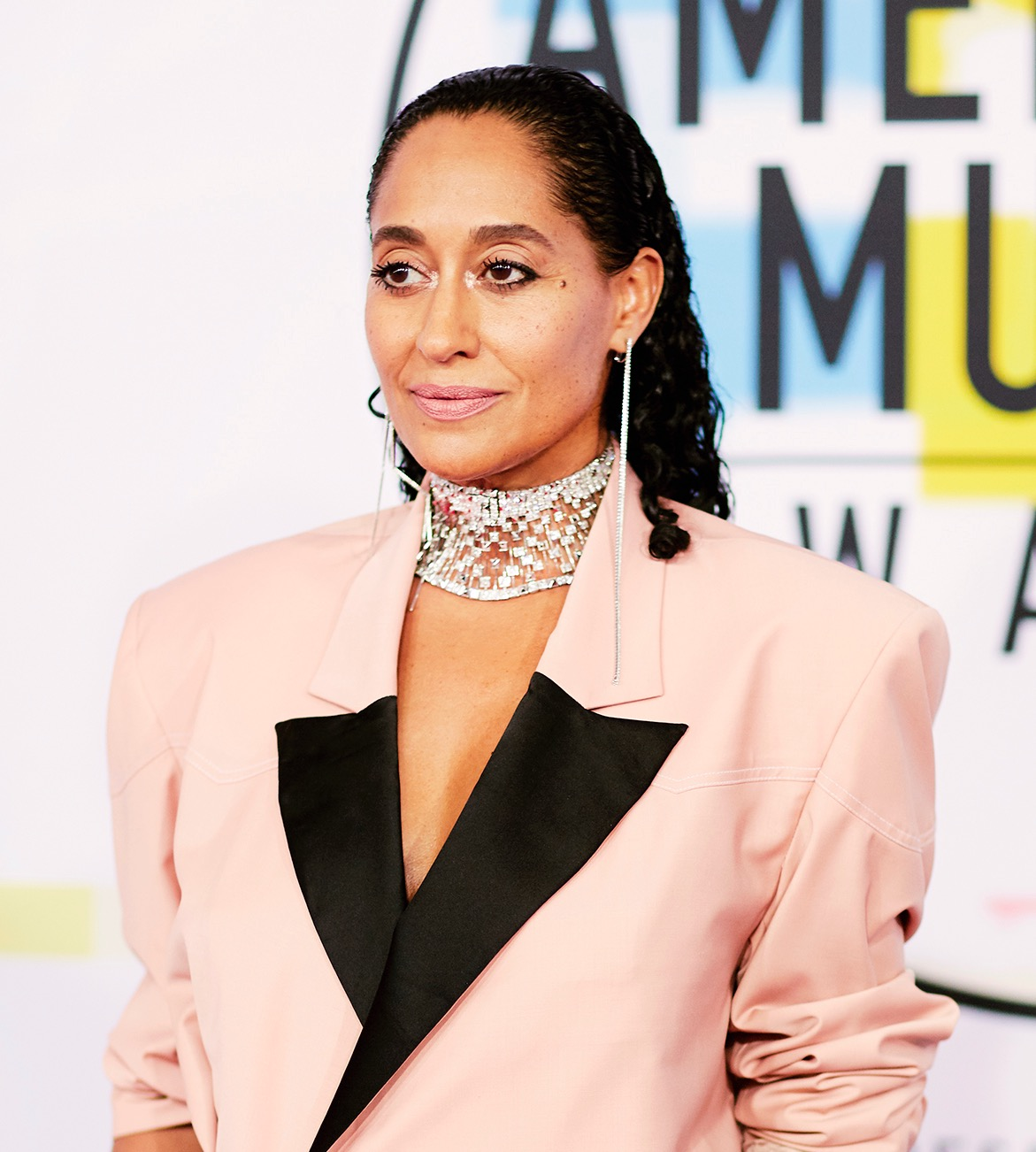
Tracee Ellis Ross
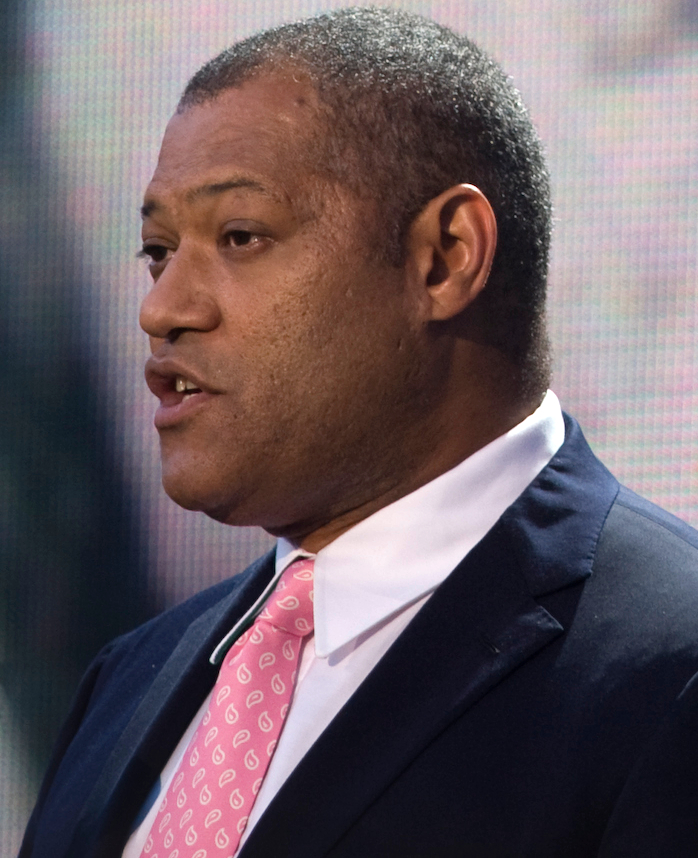
Laurence Fishburne

## Produzione

### Sviluppo e casting
Il 23º episodio della terza stagione, "Liberal Arts", ha funzionato come backdoor pilot per un potenziale spin-off dello stesso titolo, interpretato da Yara Shahidi.
All'inizio di maggio 2017, l'ABC ha approvato il progetto, ma lo ha spostato nel canale Freeform. Il 19 maggio 2017, Freeform ha ordinato ufficialmente 13 episodi sotto il titolo provvisorio di College-ish. Nell'agosto 2017, la serie ha cambiato il titolo in Grown-ish e ha aggiunto Francia Raisa e Jordan Buhat come membri del cast.
La serie ha debuttato il 3 gennaio 2018 con Parnell e Jackson che hanno ripreso i loro ruoli, mentre Emily Arlook sostituirà Mallory Sparks nel ruolo di Miriam.
Il 18 gennaio 2018, Freeform, rinnova la serie per una seconda stagione, composta da 20 episodi. Il 5 febbraio 2019, viene rinnovata per una terza stagione.

## Accoglienza

### Ascolti
| Stagione | Episodi | Messa in onda                                                    | Inizio         | Inizio         | Fine          | Fine           | Stagione televisiva | Spettatori generali |
| Stagione | Episodi | Messa in onda                                                    | Data           | Telespettatori | Data          | Telespettatori | Stagione televisiva | Spettatori generali |
| -------- | ------- | ---------------------------------------------------------------- | -------------- | -------------- | ------------- | -------------- | ------------------- | ------------------- |
| 1        | 13      | Mercoledì alle 20:00 (ep.1: ep.3-13) Mercoledì alle 20:30 (ep.2) | 3 gennaio 2018 | 0.95           | 28 marzo 2018 | 0.40           | 2017-2018           | 0.61                |
| 2        | 21      | Mercoledì alle 20:00 (ep.1: ep.3-21) Mercoledì alle 20:30 (ep.2) | 2 gennaio 2019 | 0.67           | 7 agosto 2019 | 0.42           | 2018-2019           | n/a                 |

### Critica
La serie è stata accolta positivamente dalla critica. Sull'aggregatore di recensioni Rotten Tomatoes registra un indice di gradimento del 91% con un voto medio di 7.2 su 10, basato su 22 recensioni. Su Metacritic ottiene invece un punteggio di 71 su 100, basato su 15 recensioni.
| Stagione | Accoglienza         | Accoglienza                              | Accoglienza        | Accoglienza                         |
| Stagione | Rotten Tomatoes     | Rotten Tomatoes - Punteggio del pubblico | Metacritic         | Metacritic - Punteggio del pubblico |
| -------- | ------------------- | ---------------------------------------- | ------------------ | ----------------------------------- |
| 1        | 95% (37 recensioni) | 62% (366 recensioni)                     | 71 (15 recensioni) | 5.3 (35 recensioni)                 |
| 2        | n/a                 | 45% (40 recensioni)                      | n/a                | n/a                                 |

## Riconoscimenti
- 2018 - MTV Movie & TV Awards[19]
  - Candidatura per la miglior serie TV
- 2018 - Black Reel Awards[20]
  - Candidatura per la miglior serie commedia
  - Candidatura per la miglior attrice in una serie commedia a Yara Shahidi
- 2018 - Teen Choice Awards[21]
  - Candidatura per la miglior attrice in una serie TV commedia a Yara Shahidi
  - Candidatura per la miglior star emergente in una serie TV a Luka Sabbat
- 2018 - Imagen Awards[22]
  - Candidatura per la miglior attrice non protagonista in una serie TV a Francia Raisa
- 2019 - NAACP Image Award[23]
  - Candidatura per la miglior serie commedia
  - Candidatura per la miglior attrice in una serie commedia a Yara Shahidi
- 2019 - Black Reel Awards[24]
  - Candidatura per la miglior serie commedia
- 2019 - Teen Choice Awards[25]
  - Candidatura per la miglior attrice in una serie TV commedia a Yara Shahidi
  - Candidatura per il miglior attore in una serie TV dell'estate a Luka Sabbat
  - Candidatura per la miglior attrice in una serie TV dell'estate a Yara Shahidi